# 분사 (언어학)
언어학에서, 분사(分詞, PTCP, 영어: Participle)는 수많은 시제로 완벽하거나 연속적인 문법상적 측면을 구성하는 준동사의 한 형태이다. 분사는 형용사나 부사의 역할도 할 수 있다. 예를 들어, 삶은 감자(boiled potato)에서, 삶은(boiled)은 명사 감자(potato)를 형용사적으로 변형시킨 동사 삶다(boil)의 과거분사이고, 우리를 지치게 만들다(ran us ragged)에서 지친(ragged)은 동사 rag의 과거분사이고, 동사 -되다(ran, -하게 만들다로 쓰인)에 부사의 자격을 부여하는 것이다.

## 같이 보기
- 한정동사(영어판)
- 동명사
- 문법
- 현수수식어(영어판)
- 준동사